# إدوار معلم
إدوار معلم (1958-) هو ممثل ومخرج مسرحي فلسطيني، ولد في قرية معليا في الجليل الأعلى، حاصل على شهادة البكالوريوس في العلوم المسرحية من الجامعة العبرية في القدس عام 1980. ومن مؤسسي فرقة الحكواتي المسرحية عام 1977، عمل على تأسيس مسرح النزهة الحكواتي في العام 1984مع مجموعة من المسرحيين الفلسطينيين مثل الفنان فرانسوا أبو سالم، جاكي لوبيك، عدنان طرابشة، محمد محاميد وطلال حمادة، وكان أحد مؤسسي مؤسسة عشتار لإنتاج وتدريب المسرح عام 1991 مع الفنانة المسرحية إيمان عون، وشغل منصب المدير العام للمؤسسة حتى عام 2021. اختير شخصية العام الثقافية للعام 2024، بإعلان من وزارة الثقافة الفلسطينية لمسيرته الفنية الحافلة ودوره في جعل المسرح محطة كفاحية فنية.

## مشاركاته الفنية
شارك في جميع الإنتاجات المسرحية والجولات لفرقة “الحكواتي” المحلّيّة والعالميّة بين الأعوام 1977-1990، ومن بينها مسرحية "محجوب محجوب" و"قصة العين والسن"و"حكاية كفر شما". وبعد إنفصاله عن مسرح الحكواتي، عمل على تأسيس مسرح عشتار عام 1990، وكان مدربا للمسرح وممثلا ومخرجا في العشرات من المسرحيات التي أنتجها المسرح حتى العام 2023، ومن بينها مسرحية "الشهداء يعودون" ومسرحية "شيء بزهق" ومسرحية " زمن الحيتان" وريتشارد الثاني وسلسلة المسرحيات المنبرية " شؤون ابو شاكر" والمسرحية التشريعية "حكاية منى".
أشرف الفنان إدوار على العديد من الورشات التدريبية مع طلبة المدارس ومعلمي الدراما في مئات المدارس الحكومية والأهلية ومدارس الوكالة والنوادي الشبابية في فلسطين، وشارك ودرب في العديد من الورشات التدريبية العربية والدولية في كل من تونس والأردن والولايات المتحدة وألمانيا والسويد ودورات طويلة الأمد في كل من العراق والنرويج.
شارك إدوار معلم في مهرجان التيارات المتقاطعة ضمن برنامج مختبر المسرح السياسي في جامعة جورج تاون في العاصمة الأمريكية واشنطن، إلى جانب محترفين مسرحيين وطلبة دراسات عليا في الفنون الأدائية من فلسطين، وسوريا، والهند، وكولومبيا، وكمبوديا، وزيمبابوي، وأمريكا، وعرض مسرحية بعنوان 48 دقيقة من أجل فلسطين للمخرجة والكاتبة البريطانية موجيسولا اديبايو، حضرها مجموعة من طلبة الجامعة.

## مساهماته الفنية
- تطوير فكرة مسرح المنبر وهي تجربة عشتار في إطار تطبيقه لنظريته حول مسرح المضطهدين، استفادت عشتار من هذه الفكرة عبر عروضها لسلسلة مسرحيات "شؤون أبو شاكر". ويتمحور هدف الفكرة حول الذهاب إلى الشرائح المضطهدة والصامتة في المجتمع وإلى المناطق المتصلة باليومي والمعيش في حياة الناس، انتجت عشتار أربع مسرحيات بهذا اللون، وعرضت ما يزيد عن 230 عرضاً في كافة المناطق الفلسطينية وبعض البلدان العربية. [12]
- إطلاق فعاليات مهرجان مسرح المضطهدين في العام 2007، والذي يعقد كل سنتين.
- بناء تعاون مع المسرحي العالمي البرازيلي والمتخصص بمسرح المضطهدين غوستو بوال والمخرجة باربارا سانتوس ثلاث سنوات متتالية لتطوير هذا النوع من المسرح وأصبح مسرح عشتار من الرواد والمتخصصين في فلسطين والشرق الأوسط.[13]
- تنشيط المسرح المدرسي من أجل تأهيل معلمي الدراما في مدارس وكالة الغوث على مدى 8 شهور، وشاركت 60 مدرسة تابعة لوكالة الغوث في هذا البرنامج".[14]
- إطلاق مشروع المسرح التفاعلي كأداة للتغيير الاجتماعي، بدعم من الإتحاد الأوروبي ضمن إطار البرنامج الإقليمي Med Culture[15]
- إخراج عدد من المسرحيات مثل مسرحية تراب وارجوان[16] ومسرحية ماكينة وشاكوش.[17]

## إصداراته
ولم يقتصر عمل إدوار معلم على النشاط المسرحي، إذ ألف العديد من الكتب حول المسرح الفلسطيني، ممّا سدّ جزءاً من الثغرة الكبيرة في تأريخ الحركة المسرحية الفلسطينية، وخاصة المرحلة الحديثة، ومن هذه الإصدارات:
- كتاب "فرقة مسرح الحكواتي الفلسطيني"، يوثق الكتاب نصوصاً وصوراً من المسرحيات الأولى للفرقة، وتحديداً في الفترة بين العامين 1978 و1985، وأولها: مسرحية “بِسم الأب والأم والابن”، عام 2020.[18]
- نصوص مسرحية منبرية: مسرح عشتار - فلسطين.[19]
- دليل التدريب في التقنيات المسرحية، الناشر: UNFPA State of Palestine، عام 2019.
- كتاب من الدائرة إلى الفراغ، رحلة نحو الابداع - رام الله: عشتار لانتاج وتدريب المسرح، 2004.[20]
- ترجمة كتابان "ألعاب للمسرحيين وغير المسرحيين" و" المسرح التشريعي". للكاتب المسرحي البرازيلي أوغستو بوال.